# Andante (manga)
(Mei Takahara)
Andante (アンダンテ?) è un'opera di Miho Obana. Il manga è stato pubblicato in Giappone nel 2001 ed in Italia dal 2006 al 2007. La storia è incentrata sulla musica e il titolo si riferisce al tempo musicale. Quando il manga è stato pubblicato sulla rivista Ribon, è stato istituito un concorso di disegni fatti dai fan in cui il premio era un flauto dolce con sopra il disegno di Mei che suona il sax.

## Trama
Mei Takahara frequenta la seconda media, dove è presidentessa del club di musica, ed è da sempre innamorata di suo fratello Natsu, musicista geniale, ma in realtà fra i due non vi è alcun legame di sangue. Dovendosi confrontare ogni giorno con la genialità del fratello, Mei è convinta di non avere nessuna qualità particolare, nonostante sappia suonare magnificamente il sax. Per colpa dell'incoscienza dei loro genitori, Mei ed il fratello hanno scelto di vivere insieme da soli da molti anni e l'amore di Mei per Natsu non fa che crescere; ma i veri problemi iniziano quando per colpa del padre del ragazzo, i due si vedono costretti ad ospitare Melvina Molan (o più semplicemente Mel), una bellissima ragazza australiana dalla voce angelica. Ben presto fra Natsu e Mel nasce l'amore e Mei, sentendosi ferita, decide di dimenticare il fratello fidanzandosi con Shu, un batterista dal fare un po' scontroso e misterioso. La storia si complica quando Mel scopre di essere la sorella di sangue di Natsu; Mei intanto non riesce a dimenticare i suoi sentimenti e lo confessa a Shu che sembra rimanere indifferente, quasi divertito, dalla situazione che continua a complicarsi sempre di più.

## Personaggi
- Mei è una ragazza allegra, ma che si arrabbia spesso per colpa dei suoi genitori; è convinta di non avere alcuna qualità particolare e per questo ammira sin da bambina la genialità del fratello, tanto da innamorarsene. È la presidentessa del disastroso club di musica della scuola che ogni anno partecipa ad un concorso vincendo un semplice attestato di partecipazione. All'arrivo di Mel è inizialmente gelosa, ma col tempo le due diventano grandi amiche anche se Mei continua segretamente ad invidiare l'amore che Natsu prova per la ragazza. Si fidanza con Shu nel tentativo di dimenticare il fratello ed anche se non ci riesce pare che provi più di una semplice amicizia per lui.
- Natsu è il fratellastro di Mei. Sin da piccolo è un genio della musica con un orecchio sopraffino ed in grado di suonare diversi strumenti. Da giovanissimo va a vivere da solo in un appartamento con uno studio di registrazione; quando si rende conto che per Mei il restare da sola con i genitori l'avrebbe fatta solo soffrire decide di portare con sé la sorellina e cominciano a vivere insieme. Lavora tantissimo ed a volte è Mei a doversi prendere cura di lui, ma la sua musica lo rende famosissimo. S'innamora di Mel, ma lo scoprire che lei è la sua sorella di sangue lo sconvolge e sembra non riuscire a dimenticare i suoi sentimenti per lei.
- Mel (Melvina) è un'australiana bellissima con una voce meravigliosa. Inizia a vivere da Natsu e Mei come ospite dopo la morte di sua madre e s'innamora del ragazzo. Presto scopre di essere figlia del padre di Natsu e quindi sua sorella di sangue; decide quindi di dover cancellare il suo amore per lui, ma non è così facile. Va a scuola con Mei e nonostante abbia un anno in più frequentano la stessa classe, ciò avvicina le due ragazze tanto che a volte Mel sospetta dei sentimenti di Mei per il fratello. È una ragazza innocente che non conosce quasi nulla del mondo, ma grazie alla sua voce riesce a far commuovere i cuori delle persone.
- Shu è un ragazzo della stessa età di Mei, nonostante ciò non va a scuola e fa diversi lavori. È un ragazzo molto scontroso e dallo sguardo truce. Suona la batteria alla live house ed è proprio qui che incontra Mei, in seguito cominciano a lavorare insieme e si fidanzano anche se lui si accorge che lei è innamorata di un altro, inizialmente questo non lo tocca ma poi comincia a prendere la cosa sul serio. Fra i suoi lavori spesso fa qualcosa di illegale e a volte si ritrova malconcio, ma sembra ci sia un motivo dietro questo suo comportamento.

## Riferimenti alla musica
Il titolo del manga si riferisce al tempo musicale andante, in musica questo termine indica un tempo moderato. Nell'opera compaiono diversi strumenti fra cui la chitarra, il pianoforte, il sax, la batteria e molti altri. L'autrice negli interventi dà diverse "lezioni" per spiegare come sono fatti i diversi strumenti, dalla loro composizione sino alle custodie. La stessa Miho Obana dichiara di suonare diversi strumenti fra cui il sax alto, come la protagonista, afferma inoltre di essere stata la vice-presidentessa del club in cui suonava questo strumento.